# Josef Loritz
Josef Loritz (Múnic, Baviera, 1864 - 1908) fou un cantant alemany.
Tingué per professor a Eugen Gura, i a la vegada es dedicà a donar lliçons de cant a nombrosos deixebles.
Com a artista estava dotat d'una veu d'extraordinària extensió i fou aplaudit i molt popular en la seva pàtria.